# 練馬区立開進第四小学校
練馬区立開進第四小学校（ねりまくりつかいしんだいよんしょうがっこう）は、練馬区羽沢にある公立小学校。
戦後、近くの開進第三小学校の児童数が増加し、対応しきれなくなったため新たに設立された。
略称は開四小（かいよんしょう）、開四（かいよん）。

## 概要
児童数 523名（令和6年5月1日現在）
学級数 18（令和6年5月1日現在）
校長 関川 健
所在地 東京都練馬区羽沢2丁目33番地1号

## 沿革

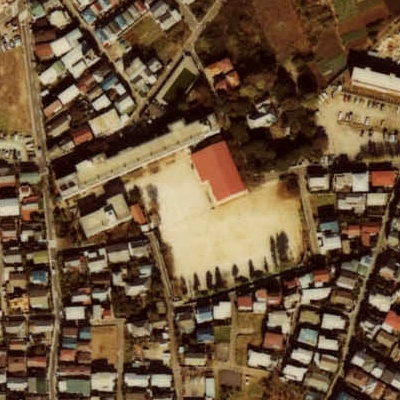
上空から撮影した開進第四小学校。1979年11月14日撮影。

- 1952年（昭和27年）12月15日　開進第三小学校の分校として敷地が決定。練馬区南町1丁目3291番地（当時の町名。所在地は現在地と同じ）。
- 1953年（昭和28年）6月15日　分校落成式および落成祝賀会を行う。
- 1955年（昭和30年）
  - 3月2日　開進第三小学校の分校から独立することとなり、新設校名は練馬区立開進第四小学校に決まる。
  - 4月1日　開進第四小学校として開校。初代校長 白井盛就任。児童数 男489名、女298名、計887名。
  - 4月6日　開校式を行う。
  - 5月5日　校章制定。
  - 11月3日　体育館兼講堂完成。
- 1956年（昭和31年）
  - 3月15日　校旗制定。
  - 5月31日　校歌制定発表会。
- 1959年（昭和34年）　「上高田少年合唱団」を指導した奥田政夫が赴任。1962年に転任するまでの三年間、上高田少年合唱団の名でレコーディングされた曲は開進第四小学校の児童による歌唱である。

- 1961年（昭和36年）4月1日　第2代校長 片峰三雄就任。
- 1967年（昭和42年）4月1日　第3代校長 清涼治芳就任。

- 1970年（昭和45年）4月1日　第4代校長 水野健就任。
- 1973年（昭和48年）4月1日　第5代校長 島野秀秋就任。
- 1976年（昭和51年）
  - 3月20日　南校舎壁面に校章設置。
  - 4月1日　第6代校長 三浦勲就任。
- 1979年（昭和54年）4月1日　第7代校長 前田政春就任。

- 1984年（昭和59年）4月1日　第8代校長 飯島敏就任。
- 1987年（昭和62年）4月1日　第9代校長 半田登就任。
- 1993年（平成5年）4月1日　第10代校長 照屋 勝 就任。

- 1996年（平成8年）4月1日　第11代校長 井上征生就任。

- 2002年（平成14年）4月1日　第12代校長 橋本徹就任。
- 2005年（平成17年）4月1日　第13代校長 佐藤宏就任。
  - 11月4日　開校50周年記念式典および祝賀会を行う。
- 2010年（平成22年）4月1日　第14代校長 中村隆就任。

## 教育目標
1 よく考える子
2 思いやりのある子
3 体をきたえる子

## 校章
1955年5月5日制定。
考案者は当時の図工の教員であった神山吉雄。
「学校の名前を校章に表したい」と考えた神山は、「開四」の文字を中央に置き、学校近くを流れる石神井川沿いに咲く美しい桜を4枚の花びらにし、また、花びらの間からのびる4本の光芒（輝き進む光の筋）で「開・進・四」を表した。
大空に輝きながらつき進む光には、開四小の姿もこのようであってほしいとの願いも込められている。

## 校歌
1956年5月31日制定。
作詞　岩元節子
作曲　斎藤一郎（映画音楽の作曲家。第7回毎日映画コンクール音楽賞受賞者）
　ともに当時の在校生の保護者である。

## 「開進」の由来
この地域の小中学校に付けられている開進という校名は、「開智以進徳（智を開き以って徳に進まん）」という言葉に由来する。
明治15年、この地域に新しい公立学校を建設するにあたり、下練馬村の氷川神社の神官であった風祭宝信氏がこの言葉から「開進学校」（現在の練馬区立開進第一小学校）と名付けたと伝えられている。
開進第一小学校の校長室には、明治44年小松原英太郎文部大臣揮毫の「開智以進徳」の書が樫の板に彫られて掲げられている。
現在、練馬区に「開進」と付く学校は、小学校・中学校それぞれ第一から第四まで計8校ある。

## 校舎
- 本校舎（教室など）、新校舎（PC室や図書室など）、体育館、和室、プール

## 学区域
練馬区羽沢全域と氷川台・桜台の一部。板橋区から通う児童もいる。

## 主な年間行事

### 学校行事
- 4月 - 入学式、一学期始業式
- 6月 - 開校記念日、六年生移動教室（武石）
- 10月 - 運動会、一学期終業式、二学期始業式、五年生移動教室（下田）
- 11月 - 音楽会・学芸会・作品展（ローテーションで一つ開催）
- 2月 - 新一年生保護者会、六年生を送る会
- 3月 - 修了式、卒業式

### 地域行事
- 8月 - 葉かげのつどいとキャンプファイア

## 学力
平成21（2009）年度全国学力調査結果 （数値は平均正答率%）
|                     | 本校 | 東京都（公立） | 全国（公立） |
| ------------------- | ---- | -------------- | ------------ |
| 国語A：主として知識 | 73.3 | 71.6           | 69.9         |
| 国語B：主として活用 | 62.5 | 53.6           | 50.5         |
| 算数A：主として知識 | 84.4 | 79.7           | 78.7         |
| 算数B：主として活用 | 64.0 | 58.7           | 54.8         |

全国（公立）および東京都（公立）の平均を上回り、学力はおおむね良好といえる。

## 研究協力校・研究指定校
- 平成21・22年度 文部科学省道徳教育実践研究事業研究協力校
- 平成21・22年度 練馬区教育委員会教育課題研究指定校（心の教育）[2]

## 著名な出身者
- 園まり（歌手・女優） 1958年（昭和33年）卒業
- 向井万起男（病理学者・病理医。宇宙飛行士の向井千秋の夫） 1960年（昭和35年）卒業[3]
- 桜井隆（国立天文台 副台長） 1963年（昭和38年）卒業[4]
- 新井素子（SF作家） 1973年（昭和48年）卒業
- バーンズ・アントン（サッカー選手）

## アクセス
- 東京メトロ有楽町線・副都心線氷川台駅2番出口(正久保橋方面出口)より徒歩7分
- 西武有楽町線新桜台駅3番出口より徒歩10分

## 周辺
- 石神井川
- 東京都立城北中央公園
- 東京都立大山高等学校
- 練馬区立開進第四中学校
- 茂呂山公園